# Palm Shores
Palm Shores ist eine Stadt im Brevard County im US-Bundesstaat Florida. Das U.S. Census Bureau hat bei der Volkszählung 2020 eine Einwohnerzahl von 1.200 ermittelt.

## Geographie
Palm Shores grenzt direkt an die Stadt Melbourne und liegt rund 35 km südlich von Titusville sowie etwa 80 km südöstlich von Orlando.

## Demographische Daten
Laut der Volkszählung 2010 verteilten sich die damaligen 900 Einwohner auf 443 Haushalte. Die Bevölkerungsdichte lag bei 692,3 Einw./km². 84,4 % der Bevölkerung bezeichneten sich als Weiße, 6,8 % als Afroamerikaner, 0,1 % als Indianer und 2,8 % als Asian Americans. 1,2 % gaben die Angehörigkeit zu einer anderen Ethnie und 4,7 % zu mehreren Ethnien an. 7,2 % der Bevölkerung bestand aus Hispanics oder Latinos.
Im Jahr 2010 lebten in 26,2 % aller Haushalte Kinder unter 18 Jahren sowie 28,7 % aller Haushalte Personen mit mindestens 65 Jahren. 61,7 % der Haushalte waren Familienhaushalte (bestehend aus verheirateten Paaren mit oder ohne Nachkommen bzw. einem Elternteil mit Nachkomme). Die durchschnittliche Größe eines Haushalts lag bei 2,27 Personen und die durchschnittliche Familiengröße bei 2,91 Personen.
21,6 % der Bevölkerung waren jünger als 20 Jahre, 18,3 % waren 20 bis 39 Jahre alt, 35,4 % waren 40 bis 59 Jahre alt und 24,8 % waren mindestens 60 Jahre alt. Das mittlere Alter betrug 47 Jahre. 49,6 % der Bevölkerung waren männlich und 50,4 % weiblich.
Das durchschnittliche Jahreseinkommen lag bei 62.083 $, dabei lebten 11,2 % der Bevölkerung unter der Armutsgrenze.
Im Jahr 2000 war Englisch die Muttersprache von 96,61 % der Bevölkerung, spanisch sprachen 2,80 % und 0,59 % sprachen thailändisch.

## Verkehr
Palm Shores wird vom U.S. Highway 1 (SR 5) sowie der Florida State Road 404 durchquert bzw. tangiert. Der nächste Flughafen ist der Melbourne International Airport (rund 10 km südlich).